# Jim Hendy
James C. V. „Jim“ Hendy (* 6. Mai 1905 auf Barbados; † 19. Januar 1961) war ein  kanadischer Eishockeystatistiker und Historiker. Auf seine Bemühungen gehen die heutigen statistischen Veröffentlichungen der National Hockey League, wie das NHL Guide and Record Book, zurück.

## Karriere
Geboren auf Barbados immigrierte Hendy mit seiner Familie im Alter von sechs Jahren nach Vancouver. An den Eisstadien, die Lester Patrick und dessen Bruder Frank Patrick betrieben, hatte er seine ersten Kontakte mit dem Eishockey. Beruflich fehlte ihm in jungen Jahren die Orientierung. Viele Male versuchte er sich von zu Hause abzusetzen und wollte mit Berufen wie Cowboy, Seemann oder Telegraf seine Selbständigkeit erreichen.
Trotz geringer Ausbildung wagte er den Sprung nach New York, wo er verschiedene Jobs annahm. Abends besuchte er Sportveranstaltungen und schrieb darüber für Zeitungen. Schon zu dieser Zeit brachte er viele Statistiken in seine Artikel ein.
1933 veröffentlichte er mit dem National Hockey Guide erstmals ein Statistikbuch über Eishockey. Bis 1951 gab er jährlich eine aktualisierte Version dieses Buches heraus. Der Guide von 1932/33 wird heute von den Herausgebern des NHL Guide and Record Book als die älteste Ausgabe ihres Guides bezeichnet. Ab 1936 gab er in Zusammenarbeit mit der St. Lawrence Starch Company ein „Who is Who in Hockey“ heraus. Nach vier Ausgaben wurde dieser Guide in seinen National Hockey Guide mit aufgenommen. Als Hendy 1951 durch andere Aufgaben im Eishockey nicht mehr die nötige Zeit für sein statistisches Werk fand, übergab er seine Unterlagen an die NHL, die vier Jahre den „Press and Radio Guide“ veröffentlichte. Hendy wollte nur, dass seine Arbeit fortgeführt wurde, und so wurden die beiden Publikationen zusammengelegt. Noch heute werden vor allem ältere Statistikbücher, auch wenn sie erst nach dem Tod von Hendy erschienen sind als Hendy Guide bezeichnet.
Neben anderen Aufgaben in der Pressearbeit, unter anderem als Publizist für die New York Rangers, übernahm Hendy auch andere Aufgabe als Eishockeyfunktionär. So war er Präsident der United States Hockey League und General Manager der Cleveland Barons in der American Hockey League. Zu seiner Zeit gewannen die Barons drei Mal den Calder Cup. Er ermutige seinen Spieler Johnny Bower zu einem Wechsel in die NHL.
Vor allem für seine Arbeit als Statistiker und Historiker war und ist er für viele ein Vorbild. Er wurde 1968 mit der Aufnahme in die Hockey Hall of Fame geehrt. 1970 wurde er posthum mit der Lester Patrick Trophy gewürdigt.